# Aleksey Nikolaev (football, 1979)
Pour les articles homonymes, voir Aleksey Nikolaev et Nikolaev.
Aleksey Vladimirovitch Nikolaev (russe : Алексей Владимирович Николаев) (né le 5 septembre 1979 à Voronej, à l'époque en URSS, aujourd'hui en Russie) est un joueur de football international ouzbek, qui évolue au poste de défenseur.

## Biographie

### Carrière en sélection
Avec l'équipe d'Ouzbékistan, il joue 43 matchs (pour aucun but inscrit) entre 2002 et 2008. 
Il figure dans le groupe des sélectionnés lors des Coupe d'Asie des nations de 2004 et de 2007, où son équipe atteint à chaque fois les quarts de finale.
Il joue 17 matchs comptant pour les tours préliminaires de la coupe du monde, lors des éditions 2006 et 2010.

## Palmarès
| Pakhtakor Tachkent - Championnat d'Ouzbékistan (3) : - Champion : 2003, 2004 et 2005. - Coupe d'Ouzbékistan (3) : - Vainqueur : 2003, 2004 et 2005. |  | FK Aktobe - Championnat du Kazakhstan (1) : - Champion : 2007. |  | Bunyodkor Tachkent - Championnat d'Ouzbékistan (1) : - Champion : 2008. - Coupe d'Ouzbékistan (1) : - Vainqueur : 2008. |  | Pakhtakor Tachkent - Championnat d'Ouzbékistan (1) : - Champion : 2012. |